# Pseudodisersus goudotii
Pseudodisersus goudotii là một loài bọ cánh cứng trong họ Elmidae. Loài này được Guérin-Méneville miêu tả khoa học năm 1843.